# Richard Walther Darré
Richard Walther Darré, nato Ricardo Walther Oscar Darré (Buenos Aires, 14 luglio 1895 – Monaco di Baviera, 5 settembre 1953), è stato un politico e generale tedesco delle SS.

## Biografia
Darré nacque a Belgrano (barrio di Buenos Aires) ed era figlio di Richard Oskar Darré, commerciante e direttore della ditta commerciale Hardt & Co. e di Emilia Berta Eleonore (nata Lagergren). A causa dell'attività del padre, la famiglia traslocò spesso. Trascorse la propria infanzia nel quartiere di cui era nativo, dove frequentò la scuola tedesca. Più tardi frequentò in Germania il liceo scientifico di Heidelberg, la facoltà di magistero a Godesberg e il King's College di Wimbledon.
Dopo la partecipazione da volontario tedesco alla prima guerra mondiale, si aggregò brevemente ai Freikorps di Berlino. Nel 1920 terminò gli studi di amministratore coloniale diplomandosi presso l'Istituto Coloniale Tedesco (Deutsche Kolonialschule für Landwirtschaft, Handel und Gewerbe) a Witzenhausen. Più tardi iniziò a Gießen uno studio di agricoltura incentrato sull'allevamento e le questioni di trasmissione ereditaria che concluse diplomandosi a Halle. Fu da questo momento che si focalizzò sulle problematiche genetiche, in particolare dell'uomo.
Non trovando un impiego all'università, intraprese dei lavori commissionati dallo Stato tedesco nel settore della selezione d'allevamento. Nel 1927 seguì un viaggio di studio in Finlandia e nel 1928 e 1929 fu perito agrario presso l'ambasciata tedesca a Riga. Darré conobbe Heinrich Himmler presso la Lega degli Artamani e colpito dalle idee circolanti in quell'ambiente, pubblicò nel 1929 il suo primo libro, intitolato Il contadinato come fonte vitale della razza nordica (Das Bauerntum als Lebensquell der nordischen Rasse).
Nel 1930 seguì il testo La nuova nobiltà di sangue e suolo (Neuadel aus Blut und Boden), in cui motivò la crisi economica mondiale e il decadimento della Repubblica di Weimar con degli argomenti antisemitici, antisovietici e anticapitalistici. Darré si proclamò per un rinnovamento spirituale e razziale tramite una riconversione all'economia agraria, un distacco dall'industria e il ritorno ad un rapporto più diretto con la natura.
Attraverso l'intercessione dell'architetto Paul Schultze-Naumburg incontrò Adolf Hitler e venne da questi incaricato di elaborare un programma agrario per il Partito Nazionalsocialista Tedesco dei Lavoratori. Ne divenne consigliere per gli affari agrari e direttore dell'apparato politico-agrario della direzione del Reich. Nel luglio del 1930 si iscrisse al Partito Nazionalsocialista Tedesco dei Lavoratori (NSDAP) e alle SS e diventò uno dei più importanti personaggi del NSDAP nelle elezioni seguenti. Dal 1931 diresse l'Ufficio per la razza e le colonie (RuSHA: Rasse und Siedlungshauptamt), nato all'interno delle SS.
Nel 1933 fondò la rivista mensile Deutsche Agrarpolitik. Monatsschrift für Deutsches Bauerntum (“Politica agraria tedesca. Mensile per i contadini tedeschi”) rinominata nel 1934, al fine d’evidenziarne il messaggio ideologico che ne era alla base, Odal. Monattschrift für Blut un Boden (“Odal. Mensile per il sangue e il suolo”). Da queste pubblicazioni diffuse la propria idea della nobiltà rurale e la sua visione ecologista del mondo. Dopo la presa di potere del NSDAP nel 1933, diventò direttore dell'Ufficio per la politica agraria del partito e assunse anche la presidenza della Comunità del Reichsfuehrer (Reichsfuehrergemeinschaft) delle associazioni agrarie unite e il 28 maggio diventò Capo dei contadini del Reich (Reichsbauernfuehrer). Nel 29 luglio venne nominato Ministro del Reich all'alimentazione e all'agricoltura, detenendo perciò la dirigenza dell'intera politica agraria tedesca.
In seguito il governo deliberò la Legge sui poderi ereditari, che regolava l'eredabilità di particelle poderali e ne escludeva la divisione ereditaria. Allo stesso modo, Darré fondò il cosiddetto Reichsnaehrstand che unificava e uniformava tutte le persone e associazioni che collaboravano alla produzione di prodotti agrari. Introdusse anche l'annuale Festa del ringraziamento del Reich (Reichserntedankfest) sul Bueckenberg presso Hameln. Dal novembre 1933 fu membro del Reichstag, Reichsleiter e SS-Gruppenfuehrer, membro dell'"Accademia del Diritto Tedesco" e presidente onorario della Società agraria Tedesca. Nel 1936 ricevette il Distintivo aureo del Partito.
Nel suo testo Blut und Boden, ein Grundgedanke des Nationalsozialismus (Sangue e suolo, un concetto fondamentale del nazionalsocialismo) riprese la tesi del sangue e suolo. In tal modo entrò sempre più in contrasto sia con l'amministrazione tecnocratica del piano quadriennale diretto da Hermann Göring che con Hjalmar Schacht e la Banca del Reich. Mentre Darré pensava a un ritorno a condizioni precedenti la rivoluzione industriale e ad una riscoperta di una natura antecedente la Rivoluzione capitalista, altri dirigenti del Terzo Reich ritenevano necessario sviluppare l'industria, ai fini di un pieno sviluppo dell'economia bellica.
Quando nel settembre del 1938 entrò in conflitto con Heinrich Himmler (i piani di Darré sull'incremento di colonie rurali contraddicevano le idee di Himmler sulla politica colonizzatrice d'oriente), venne deposto quale dirigente del RuSHA. Nel 1939, con l'inizio della seconda guerra mondiale, passò in secondo piano come ministro per l'alimentazione e l'agricoltura, perdendo peso politico e fu infine licenziato il 16 maggio 1942. Nel 1943 venne sostituito da Herbert Backe.
Trascorse gli ultimi due anni di guerra appartato in un casolare di caccia nella Schorfheide. Nel 1945 fu arrestato ed internato nella caserma della contraerea di Ludwigsburg. Dalla corte militare alleata fu accusato della confisca di proprietà di contadini polacchi e ebrei e di aver negato l'alimentazione di base a degli ebrei tedeschi, riducendo i civili alla fame. Il 14 aprile 1949, nel processo della Wilhelmstraße (Wilhelmstraßen-Prozess) a Norimberga, fu condannato a 7 anni di reclusione, ma fu rilasciato già nel 1950. Trascorse gli ultimi anni di vita a Bad Harzburg e morì il 5 settembre 1953 a causa di un cancro al fegato in una clinica privata di Monaco di Baviera.